# Schaflausfliege
Die Schaflausfliege (Melophagus ovinus) ist ein behaartes, braunes Insekt. Sie ist etwa 5 bis 8 mm lang, hat einen kurzen Kopf, Thorax und Abdomen sind breit und abgeplattet. Das Abdomen ist undeutlich segmentiert und weich lederartig. Beide Geschlechter sind flügellos, selbst Halteren fehlen. Schaflausfliegen haben stechende Mundwerkzeuge zum Blutsaugen und kräftige Beine mit Krallen am Tarsus, mit denen sie sich an Wolle und Haaren festhalten können. Der Parasit kommt mittlerweile weltweit vor. Der Befall mit diesem Parasiten wird als Melophagose bezeichnet.
Das Genom wurde 2023 vollständig sequenziert. Phylogenetische Untersuchungen legen nahe, dass die Schaflausfliege sich in der späten Kreidezeit vor 72,76 Millionen Jahren von der Tsetsefliege Glossina fuscipes abspaltete.

## Lebenszyklus
Schaflausfliegen sind permanente Ektoparasiten, die über mehrere Monate Blut bei Schafen, seltener auch Ziegen, saugen. Im Weibchen bildet sich ein einzelnes Ei heran, aus dem noch im Körper des Weibchens die Larve schlüpft. Diese wird innerhalb des Weibchens bis zum dritten Larvenstadium ernährt. Anschließend verlässt die reife Larve das Weibchen und heftet sich an ein Wollhaar an. Hier verpuppt sie sich unmittelbar. Die Puppen sind 3 bis 4 mm lang und braun. Sie können im Flies leicht erkannt werden. Innerhalb von 12 Stunden ist die Verpuppung abgeschlossen und dieses Stadium ist unempfindlich gegenüber Behandlungen mit Insektiziden. Die Adulten schlüpfen im Sommer binnen etwa drei Wochen, im Winter dauert es meist etwas länger. Bereits drei bis vier Tage nach dem Schlupf kommt es zur Begattung und nach 14 Tagen können Weibchen bereits den ersten Nachkommen erzeugen. Obwohl mit der Begattung bereits ausreichend Spermien für die gesamte Lebenszeit des Weibchens übertragen werden, kommt es häufig zu Mehrfachbegattungen, wenn mehrere Männchen anwesend sind. Ein Weibchen erzeugt zwischen 10 und 20 Nachkommen. Die Population wächst nur langsam, da nur eine Larve alle 10 bis 12 Tage gebildet wird. Außerhalb des Wirtes können Adulte nur kurze Zeit überleben.